# Болотуду
Болотуду (от бамана bolo ‘рука’+tudu ‘ставить’) — народная западноафриканская игра, популярная в регионе Судан.

## Правила
Игра ведётся на прямоугольной доске 5×6. У каждого из партнёров по 12 фишек (традиционно используются палочки и камушки), которые они по очереди, по две за ход, ставят на доску. Три свои фишки в ряд при этом ставить запрещено. Когда все фишки поставлены, далее они передвигаются на одну клетку по вертикали и горизонтали. При выстраивании трёх в ряд фишка противника, примыкающая сбоку к тройке, снимается. В состав тройки должна входить фишка, которой игрок ходит далее (по другим известным правилам, тройку можно использовать повторно). Когда у одного из противников остаётся только две фишки, он проиграл. При повторении ходов засчитывается ничья.
Есть варианты игры на 18 клетках (по 6 фишек) и 9 клетках (по 3 фишки).

## Тактика
Начальная расстановка очень важна (её приёмы африканцы передают из поколения в поколение), хотя в дальнейшей игре есть шанс исправить ошибки. Существуют несколько выгодных позиций, позволяющих бить много ходов подряд или гарантировать ничью (см. диаграммы).

## Похожие игры
- Мельница
- Тико
- Дара
- Вали